# Sha Money XL
Sha Money XL, a właściwie Michael Clervoix (ur. 11 lutego 1976) – amerykański producent muzyczny i wykonawczy pochodzący z Queens, w stanie Nowy Jork. Założyciel wytwórni płytowej Teamwork Music Inc.
Jako producent muzyczny pomógł wielu raperom w osiągnięciu sukcesu komercyjnego. Jednym z nich był Curtis „50 Cent” Jackson, dla którego wyprodukował kilka utworów z jego debiutanckiej płyty z 2003 roku Get Rich or Die Tryin’. Od 2003 roku po tym, jak 50 Cent utworzył własną wytwórnię G-Unit Records, Clervoix pełnił w niej funkcję prezesa do 2007 roku.
Wyprodukował wiele singli dla takich artystów jak Slim Thug, Cormega, Snoop Dogg, Busta Rhymes, Young Buck, Lloyd Banks, Scarface czy Eminem oraz Yo Gotti. Był także producentem kilku utworów z pośmiertnej płyty Tupaca Shakura Pac’s Life.
W 2010 roku pełnił funkcję wiceprezesa działu A&R w Def Jam Recordings. Był producentem wykonawczym debiutanckiego albumu Big K.R.I.T. Live from the Underground z 2012 r. Od 2013 roku jest prezesem działu A&R w wytwórni Epic Records.